# Frâncești, Gorj
Frâncești este un sat în comuna Peștișani din județul Gorj, Oltenia, România.

## Vezi și
- Biserica de lemn din Frâncești-Boașca

 Acest articol despre o localitate din județul Gorj este deocamdată un ciot. Puteți ajuta Wikipedia prin completarea lui.